# اهیباز، گلباشی
اهیباز، گلباشی (به لاتین: Ahiboz, Gölbaşı) یک  Köy  در ترکیه است که در استان آنکارا واقع شده‌است.